# Reuschbach (Aubach)
Der Reuschbach (auch Bach vom Kneidelberg) ist ein ungefähr 2 km langer Bach im rheinland-pfälzischen Westerwaldkreis, der gegenüber dem zentralen Montabaur von links in den Aubach mündet.

## Verlauf
Der Reuschbach entsteht durch den Zusammenfluss des rechten Feinchesbach, der aus Richtung Westnordwesten von einem südöstlichen Hang des Kneidelberg (310 m) kommt, sowie des Quabachs, der von Nordosten und südöstlich von Staudt entsteht. Der Zusammenfluss der beiden Flüsse unterhalb und südlich des Industriegebietes Feincheswiese der Gemeinde Staudt markiert die Grenze zwischen der Gemeinde Staudt im Nordwesten, der Gemeinde Heiligenroth im Osten und der Stadt Montabaur im Süden und liegt zwischen den Bahnstrecken Herborn–Montabaur und Limburg-Staffel–Siershahn.
Auf südlichem bis südwestlichem Lauf fließt der Reuschbach dann durch Weideland entlang der beiden Bahnstrecken um das Montabäurer Industriegebiet Alter Galgen, bis er in den Schützensee mündet. Unterhalb des Sees läuft er fast völlig verdolt, wird unter der A3 durchgeführt und mündet schließlich abwärts des neuen Bahnhofs von Montabaur und gegenüber der nördlichen Wohnbebauungsgrenze der Stadt von links in den Aubach, der danach bald zum Gelbach wird.